# Heavy Tools
A Heavy Tools egy magyar prémium ruházati illetve divatcikk márka.

## Története
A céget Walter Feldtänczer alapította az 1980-as évek második felében. Kezdetben kerékpárok  gyártásával és  forgalmazásával, a későbbiekben pedig snowboard deszkák gyártásával foglalkozott a cég. Az osztrák gyökerekkel rendelkező fashion brandet a Doroszlay testvérpár, Yvette és László álmodta meg, akik tulajdonosként, ügyvezetőként és kreatív stratégaként máig meghatározó szerepet töltenek be a cég és a brand építésében.
2002-ben magyar kézbe került a márka ruházati és kiegészítő szegmensének szabadalma. Első boltját a budapesti Árkádban nyitották 2004-ben. 
2019-ben 18 márkabolttal, 5 franchise partnerrel és több, mint 250 viszonteladóval rendelkezik a cég.
2024-ben a Magyar Olimpiai Bizottság és a Magyar Paralimpiai Bizottság megbízásából ők készítették a magyar csapat formaruháit.
A kezdetben az extrém sportok által ihletett kollekciót felváltotta a prémium minőségű utcai stílus, ám a sportos gyökereket a márka sosem hagyta el. Célközönsége az aktív életet élő, 25-45 éves korosztály.

## Terjeszkedése külföldön
Magyarországon kívül a cég a következő országokban van jelen: Görögország, Csehország, Szlovákia, Románia, Ciprus, Málta.